# مایکل سیدات
مایکل سیدات (انگلیسی: Michael Sziedat؛ زادهٔ ۲۲ اوت ۱۹۵۲) بازیکن فوتبال اهل آلمان است.
از باشگاه‌هایی که در آن بازی کرده‌است می‌توان به باشگاه فوتبال هرتابرلین و باشگاه فوتبال آینتراخت فرانکفورت اشاره کرد.